# Кохання проти долі
«Кохання проти долі» (тур. Kaderimin Yazıldığı Gün) — турецький драматичний телесеріал, створений компанією O3 Media. Прем'єра відбулася 14 жовтня 2014 року. В Україні прем'єра відбулася 9 січня 2017 року на телеканалі 1+1. Головні ролі виконували — Озджан Деніз, Хатідже Шенділь, Бегюм Кютюк Яшироглу, Гюрбей Ілері.

## Сюжет
Дефне та Кахраман не можуть мати дітей. В їхньому житті з’являється Еліф — сільська дівчина, яка закохується в Кахрамана. Незабаром і він починає відповідати їй взаємністю. Еліф працює в особняку родини Йорукханів, і Дефне пропонує їй стати сурогатною матір’ю.
Через помилку замість яйцеклітини Дефне використовують яйцеклітину Еліф. Таким чином, дитина стає біологічно її та Кахрамана. Еліф не знає правди й переконана, що народжує дитину для подружжя.
Коли Дефне дізнається про це, її охоплює лють. Вона розповідає все Кахраману, але ситуація ускладнюється, коли стає зрозуміло, що між ним і Еліф спалахнули справжні почуття. Розгнівана Дефне вирішує зруйнувати їхній зв’язок.
До інтриг долучається Максут, який давно закоханий в Еліф. Разом із Дефне вони розробляють план: розлучити Еліф і Кахрамана та примусити її до шлюбу з Максутом. Дефне сподівається повернути Кахрамана, а Максут — отримати Еліф.
Попри підступи, Кахраман і Еліф борються за своє кохання. Чи зможуть вони протистояти інтригам і зберегти свої почуття, залежить лише від їхньої сили духу.

## Акторський склад та український дубляж
- Озджан Деніз (Андрій Мостренко) — Кахраман Йорюкхан
- Хатідже Шенділь (Юлія Перенчук) — Еліф Доган-Йорюкхан
- Бегюм Кютюк Яшароглу (Катерина Сергеєва) — Дефне Башер-Йорюкхан
- Гюрбей Ілері (Андрій Федінчик) — Керем Сертер
- Гюл Онат (Ірина Дорошенко) — Киймет Йорюкхан
- Метін Чекмез (Юрій Висоцький) — Зія Йорюкхан
- Хакан Мерічлілер (Олег Лепенець та Михайло Жонін) — Якуп Йорюкхан
- Гонджагюл Сунар (Людмила Ардельян) — Шукран Йорюкхан
- Сердар Озер (Андрій Бурлуцький) — Максут Каракойнлу
- Беррін Арисой (Наталя Ярошенко) — Меріем Йорюкхан-Сертер
- Ніхан Балйаль (Анна Дончик) — Мелек Каракойнлу
- Гюнеш Хаят (Лідія Муращенко) — Султан Доган

Українською мовою серіал дубльовано студією «1+1» у 2016—2017 роках.

## Трансляція в Україні
- Вперше серіал транслювався з 9 січня по 21 квітня 2017 року на телеканалі 1+1, у будні о 17:10 по дві серії. З 19 квітня, у будні о 18:30 по одній серії.
- Вдруге серіал транслювався з 3 листопада по 29 грудня 2022 року на телеканалі Бігуді, у будні о 19:00 по три серії.
- Втретє серіал транслювався з 3 серпня по 30 листопада 2024 року на телеканалі Бігуді, у вихідні о 15:00 по дві серії.
- Вчетверте серіал транслювався з 19 червня по 6 серпня 2025 року на телеканалі Бігуді, у будні о 14:20 по дві серії.